# 5176 Yoichi
5176 Yoichi (1989 AU) là một tiểu hành tinh vành đai chính được phát hiện ngày 4 tháng 1 năm 1989 bởi Seiji Ueda và Hiroshi Kaneda ở Kushiro.